# ملاعلی معصومی همدانی
ملاعلی معصومی همدانی (زاده ۲۲ شهریور ۱۲۷۳ ه‍.ش – درگذشته ۳۱ تیر ۱۳۵۷ ه‍.ش) معروف به «آقای آخوند» مجتهد، فقیه، اصولی و عارف شیعه ایرانی بود.

## زندگی
او در روستای وفس (رزن) متولد شد. پدرش مشهدی ابراهیم معصومی کشاورز بود.وی تحصیلات مقدماتی را در روستای «تولکی تپه» رزن انجام داد و به تهران رفت و علوم اسلامی را فراگرفت. با ورود شیخ عبدالکریم حائری یزدی به قم به آن شهر رفت و در حوزه علمیه قم به تحصیل پرداخت. پس از ده سال تحصیل در قم به تدریس پرداخت در درس میرزا ملکی تبریزی ومحمد علی شاه آبادی شرکت کرد.

## هجرت به همدان
در سال ۱۳۵۰ قمری بود که وقتی مردم همدان از شیخ عبدالکریم حائری یزدی تقاضا می‌نمایند که آخوند ملاعلی را جهت سرپرستی حوزه علمیه همدان به آن شهر برگردانند، وی با توجه به نیاز منطقه غرب کشور، پیشنهاد آنان را می‌پذیرد و به آنان می‌فرماید: «من مجتهد عادلی را برای سرپرستی شما مردم همدان فرستادم.» او در همدان به تأسیس حوزه علمیه همدان و کتابخانه اقدام کرد و مساجد و مراکز مذهبی آن شهر را تعمیر کرد و به امور دینی مردم همدان رسیدگی می‌کرد.

## درگذشت
او در ۳۱ تیر سال ۱۳۵۷ پس از آنکه برای معالجه به انگلستان رفته بود، درگذشت و در باغ بهشت همدان به خاک سپرده شد.
یکی از فرزندان او، حسین معصومی همدانی است که یکی از اعضای پیوستهٔ فرهنگستان زبان و ادب فارسی میباشد.

## فعالیت‌های مهم
- تأسیس حوزهٔ علمیهٔ همدان
- بازسازی مدرسهٔ مخروبهٔ آخوند ملا محمد حسن بن حسین مختاری که بعدها به مدرسه آخوند معروف شد.
- تأسیس کتابخانهٔ غرب
- راه‌اندازی ماهنامهٔ پیک اسلام